# Ораховачка Сахат-кула
Ораховачка Сахат-кула се налази у насељу Градина, у старом језгру Ораховца. Саградио ју је Махмут-паша Ротул у 18. веку.
Изнад врата на североисточној страни налази се натпис на клесаном камену на османском језику, који показује годину градње - 1206, по календару хиџра, која се подудара са 1792. годином. Сахат кула има стратешки положај јер представља највишу тачку у силуети Ораховца. Служила је за оријентацију мештана у погледу времена и као стратешко осматрачко место.
Основа Сахат-куле је правоугаона, сазидана каменом различитог облика повезаног кречним малтером. Каменови на угловима основе су исклесани у правоугаоном облику, и на тај начин су формирана четири истурена угла дуж све четири фасаде. Зграда није омалтерисана, тако да се јасно види зидна структура. Горњи део је покривен четвороводним кровом, прекривеним оловним плочама. Изнад њега лежи осматрачница квадратне основе где се налази звоно. И осматрачница је покривена четвороводним кровом са оловним плочама. 
У Сахат-кулу се улази преко спољашњег каменог степеништа, које се налази на североисточној страни. Камено степениште води до улазне дрвене капије, са полукружним рамом од клесаног камена. У унутрашњости се од улаза протеже дрвено степениште које води до горњег дела. У унутрашњости Сахат-куле се налази сатни механизам, са угравираним натписом „LEOPOLD DPABEINGER in SSJENN 1793”, што значи да је произведен 1793. године. Сат који се налазио на кули не функционише и чува се у просторијама Музеја у Ораховцу. Године 1908. првобитно звоно је замењено звоном донесеним из Велике Хоче, које је, по предању, селу даровала кнегиња Милица. У периоду 2009-2010. године је донацијама Невладине организације „Cultural Heritage without Borders” и општине Ораховац извршена комплетна рестаурација Сахат-куле, а том приликом је постављен и нови сат. 
Својим доминантим положајем и карактеристичним обликом, Сахат-кула у Ораховцу представља споменик од посебног историјског, уметничког, друштвеног и научног значаја. Подигао ју је, током туреске владавине, 1813. године Махмуд-паша Ротуловић, који је са турском војском и албанским добровољцима, ратовао против Карађорђа после освајања Београда и Смедерева, где је из тамошњим цркава опљачкао три звона и донео их у Призрен, Ораховац и Мамушу код Призрена, поставивши их на своје новоподигнуте сахат куле.
Сахат кула је изграђена на остацима старог града – „Градине“ и представља својеврстан симбол старог дела Ораховца. На Сахат кули је постојало и масивно звоно, које су муслимани из Ораховца 1908. године донели са порушене Сахат куле у Великој Хочи, које је, по предању, даровала кнегиња Милица. Кључеве од Сахат куле су по ослобођењу од Турака држале српске продице, које су живеле у њеној непоредној близини и тај обичај преносиле са генерације на генерацију, све до рата 1999.године, када су биле принуђене да се иселе из тог дела града.
Сахат кула је након рата, септембра месеца 2009. године, реконструисана и конзервирана од стране шведске НВО CHwB („Културно наслеђе без граница“) и албанске СО Ораховац, уз надзор косовског Завода за заштиту културног наслеђа у Призрену, када је поправљен и стари сатни механизам италијанске производње, који се, после краћег рада, поново покварио. Од тада је локалне албанске власти својатају и представљају као споменик искључиво свог културног наслеђа а однедавно су започели и радове на уређењу тог дела старог града, који обухватају и радове на уређењу улица и самог приступа Сахат кули. У међувремену су многи Срби продали своје куће у близини Сахат куле. 